# Jacques de Bourbon Busset
Pour les articles homonymes, voir Jacques de Bourbon et Bourbon.
Pour les autres membres de la famille, voir Maison de Bourbon Busset.
Jacques de Bourbon, comte de Busset, né le 27 avril 1912 à Paris 7e et mort le 7 mai 2001 à Paris 14e, est un écrivain et diplomate français, membre de l'Académie française.

## Biographie
Descendant des barons de Busset (branche aînée non dynaste des Capétiens, issue des ducs de Bourbon), Jacques de Bourbon Busset est le fils de François de Bourbon, comte de Busset, et de Guillemette de Colbert-Chabanais (fille du général Pierre Émile Arnaud Édouard de Colbert-Chabannais). Après des études au lycée Henri-IV, il entre à l'École normale supérieure en 1932. Reçu au concours du Quai d'Orsay, il devient attaché d'ambassade à la direction d'Europe. Jacques de Bourbon Busset participe comme officier à la Seconde Guerre mondiale. Fait prisonnier, il est détenu en Allemagne et tente par deux fois de s'évader. En août 1944, le général de Gaulle le nomme président de la Croix-Rouge française. Il entame alors une longue et brillante carrière diplomatique.
En 1948, il est nommé directeur adjoint du cabinet de Robert Schuman, ministre des affaires étrangères, puis directeur de cabinet. En 1952 il devient directeur général des relations culturelles avec l'étranger. En décembre 1956, il décide de mettre fin à ses activités professionnelles pour se consacrer uniquement à l'écriture. Inspiré par sa femme, Laurence Ballande (fille du capitaine de vaisseau Charles Ballande), il rédige Le Livre de Laurence. Habitant le château du Saussay et maire de Ballancourt-sur-Essonne de 1956 à 1965, il dirige l'exploitation du domaine agricole avec sa femme. Il devient président national du Secours catholique en 1961 et vice-président du Centre européen de recherches nucléaires (CERN) à Genève, à la fondation duquel il a activement participé. Il participe aux travaux du Centre d'Études Prospectives fondé par Gaston Berger. Il fut également membre du jury du prix de littérature historique Hugues Capet de l'association Unité capétienne. Il a longtemps été chroniqueur au journal La Croix. 
À partir de 1969, il se retire dans sa propriété en Haute-Provence à Salernes, où il écrit, se montrant chantre de l'amour conjugal (L'Amour durable, Laurence de Saintonge).
Il est élu à l'Académie française le 4 juin 1981. En 1984 sa femme Laurence meurt ; il revient alors s'installer à Ballancourt.
Il est le père d'Hélène, Charles, Robert et Jean de Bourbon. Charles de Bourbon, actuel comte de Busset, a été maire de Ballancourt-sur-Essonne de 1998 à 2014.
Il est inhumé au cimetière de Ballancourt-sur-Essonne (Essonne).

## Œuvres
Note : figurent ici la date de première édition et le nom de l'éditeur d'origine.
- 1946 : Le Sel de la terre (sous le pseudonyme de Vincent Laborde) (Gallimard)
- 1956 : Antoine, mon frère (Gallimard)
- 1957 : Le Silence et la Joie (Grand Prix du Roman de l'Académie française) (Gallimard)
- 1957 : L’Encyclopédie française, tome XI : La vie internationale (en collaboration)
- 1958 : Le remords est un luxe (Gallimard)
- 1958 : Moi, César (Gallimard)
- 1959 : Mazarin, en collaboration (Hachette)
- 1959 : Fugue à deux voix (Gallimard)
- 1960 : Mémoires d’un lion (Gallimard)
- 1960 : L’Olympien (Gallimard)
- 1961 : César, en collaboration (Hachette)
- 1962 Les Aveux infidèles (Gallimard)
- 1962 Les affaires étrangères de J. Baillou Préface (PUF)
- 1962 Alexandre (en collaboration) (Hachette)
- 1962 Pascal et Port Royal (en collaboration) (Fayard)
- 1963 La Grande conférence (Gallimard)
- 1963 Journal d'un curé de campagne de G. Bernanos Préface (club des amis du livre)
- 1964 Paul Valéry ou le mystique sans Dieu (Plon)
- 1964 Le Protecteur (Gallimard)
- 1965 La Nuit de Salernes (Gallimard)
- 1966 La nature est un talisman (Journal I) (Gallimard)
- 1967 Les Arbres et les Jours (Journal II) (Gallimard)
- 1969 Homme et Femme il les créa (Fayard)
- 1969 L’Amour durable (Journal III) (Gallimard)  (ISBN 978-2070268528)
- 1971 Comme le diamant (Journal IV) (Gallimard)
- 1971 Discours de la méthode de R. Descartes Préface (Didier)
- 1972 Le Jeu de la constance (Gallimard)
- 1973 Le lion bat la campagne (Gallimard)
- 1974 Le Couple en question, dialogue avec Marc Oraison (Beauchesne)
- 1974 Complices (Journal V) (Gallimard)
- 1975 Laurence de Saintonge (Gallimard)
- 1976 Au vent de la mémoire (Journal VI, Grand Prix catholique de littérature) (Gallimard)
- 1978 Je n’ai peur de rien quand je suis sûr de toi (Gallimard)
- 1978 Tu ne mourras pas (Journal VII) (Gallimard) (ISBN 2070297489)
- 1979 La Différence créatrice (Le Cerf)
- 1980 Les Choses simples (Journal VIII, prix Marcel-Proust) (Gallimard)  (ISBN 9782070185948)
- 1981 La Force des jours (Journal IX) (Gallimard)  (ISBN 2070278751)
- 1982 Le Berger des nuages (Gallimard)  (ISBN 9782070245437)
- 1982 Michel Ciry - Dessins, Bibliothèque des arts, 1982
- 1984 L’Empire de la passion (PUF)  (ISBN 2130381987)
- 1985 Bien plus qu’aux premiers jours (Journal X) (Gallimard)  (ISBN 9782070702886)
- 1987 Lettre à Laurence (Gallimard)  (ISBN 2070708276)
- 1987 Confession de Don Juan (Albin Michel)  (ISBN 9782226031044)
- 1989 Laurence ou la sagesse de l’amour fou (Gallimard)  (ISBN 2070715132)
- 1990 L’Audace d’aimer (Gallimard)  (ISBN 2070719332)
- 1991 L’Instant perpétuel (Gallimard)  (ISBN 2070722465)
- 1992 Foi jurée, esprit libre (Desclée de Brouwer)  (ISBN 2220032566)
- 1993 L’Esprit de la forêt (Gallimard)  (ISBN 2070736598)
- 1995 L’Amour confiance (Gallimard)  (ISBN 9782070740901)
- 1995 préfacier de Faire bien l'homme, de Jean-Pierre Chopin (La Lettre volée)
- 1996 La Tendresse inventive (Gallimard)  (ISBN 2070745007)
- 1997 Alliance (Gallimard)  (ISBN 2070750574)
- 1999 Les ailes de l'esprit (Le Rocher)  (ISBN 978-2268031583)
- 2000 La raison ardente (Gallimard)  (ISBN 2070758303)
- 2002 L'absolu vécu à deux (Gallimard)  (ISBN 978-2070766628)
- 2007 De la prospective textes fondamentaux 1955 1966 en collaboration avec Gaston Berger et Pierre Massé (L'Harmattan
- Jacques de Bourbon Busset a été l'invité de l'émission (enregistrée) , "Les Contes de la Mémoire " sur FR3 Auvergne Radio  (10 épisodes - du 3 au 7 septembre et du 10 au 14 septembre 1979).- INA - Bry-sur-Marne.

## Source
Bénédicte Freysselinard est l'auteur d'une thèse de doctorat sur Bourbon Busset, sous la direction du professeur Henri Bouiller, à Paris-IV Sorbonne en 1994.

## Distinctions

### Prix
- 1957 : Grand prix du roman de l'Académie française pour Le Silence et la Joie
- 1976 : Grand prix catholique de littérature pour Au vent de la mémoire

### Décorations
- Commandeur de l'Ordre national de la Légion d'honneur
- Commandeur de l'ordre des Arts et des Lettres Il est fait commandeur lors de la promotion du 15 novembre 1996[6].
- Croix de guerre des Théâtres d'opérations extérieurs
- Grand officier (d'argent) de l'ordre du Mérite autrichien